# Наревяне
Наревяне или Наровяне — восточнославянское племя, жившее по Нареву и Нуре в Нурской земле по направлению к Янтарному берегу, или Вендскому заливу (Фриш и Куриш-гаф) В Баварском географе названы как Neriuani и имеют 78 общин.
Риттихом, Вельтманом и некоторыми другими авторами связываются с неврами.